# Arlette Ben Hamo

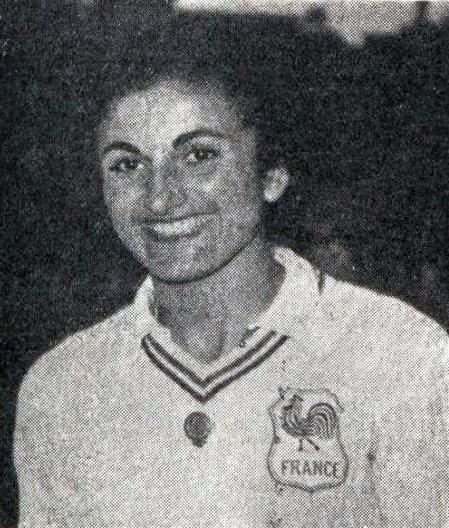
Arlette Ben Hamo (1950)

Arlette Ben Hamo (* 22. März 1930 in Saint-Martin-de-Fontenay, nach Heirat Arlette Moynié) ist eine ehemalige französische Leichtathletin. Bei einer Körpergröße von 1,67 m betrug ihr Wettkampfgewicht 60 kg.
Bei den Europameisterschaften 1950 in Brüssel stand erstmals der Fünfkampf für Frauen im Programm. Die 20-jährige Arlette Ben Hamo gewann mit 3204 Punkten (3544 Punkte nach heutiger Tabelle) vor der Britin Bertha Crowther mit 3048 Punkten. Allerdings traten in diesem Wettbewerb keine Athletinnen aus der Sowjetunion an, insbesondere fehlte die sowjetische Meistern von 1950 Alexandra Tschudina.
Vier Jahre später bei den Europameisterschaften 1954 in Bern gewann Tschudina mit 4526 Punkten (4020 Punkte nach heutiger Tabelle). Die mittlerweile verheiratete Arlette Moynié wurde mit 4106 Punkten (entspricht 3620 Punkten) Elfte.